# Shindara
Shindara (en georgiano: შინდარა; en ruso: Шиндара) o Tsindar (en osetio: Циндар) es una aldea que pertenece a la parcialmente reconocida República de Osetia del Sur, parte del distrito de Znaur, aunque de iure pertenece al municipio de Tighvi de la región de Iberia Interior de Georgia.

## Geografía
Shindara está al suroeste de Tigva y a 3 km de Kornisi. 

## Historia
Lopani estuvo incluida en el distrito de Znaur hasta 1991. Después de la guerra de Osetia del Sur y antes de la guerra ruso-georgiana en agosto de 2008, el pueblo estaba habitado principalmente por georgianos
Tras la guerra ruso-georgiana, algunas familias osetias que anteriormente vivían en la aldea han regresado a ella desde finales de 2010.

## Demografía
La evolución demográfica de Shindara entre 1916 y 2015 fue la siguiente:
| 196                                                      | 164 | 105 | 44 |
| (Fuente: Population of South Ossetia since Soviet times) |     |     |    |

Según el censo soviético de 1959, la mayoría de la población local eran georgianos. En los distintos censos, la composición étnica de la aldea era la siguiente:
|              | 1916      | 1916       | 1989      | 1989       |
| Grupo étnico | Población | Porcentaje | Población | Porcentaje |
| ------------ | --------- | ---------- | --------- | ---------- |
| Georgianos   | 133       | 67,9%      | 72        | 68%        |
| Osetios      | 63        | 32,1%      | 67        | 65%        |
| Total        | 196       | 100%       | 105       | 100%       |